# Зеленоборська сільська рада
Зеленобо́рська сільська рада (рос. Зеленоборский сельский совет) — сільське поселення у складі Шадрінського району Курганської області Росії.
Адміністративний центр — село Зеленоборське.
Населення сільського поселення становить 277 осіб (2017; 323 у 2010, 492 у 2002).

## Склад
До складу сільського поселення входять:
| Населений пункт            | Населення, осіб (2002) | Населення, осіб (2010) |
| -------------------------- | ---------------------- | ---------------------- |
| Зеленоборське, село        | 420                    | 257                    |
| Ольховське Озеро, присілок | 9                      | 8                      |
| Песьяне, присілок          | 62                     | 58                     |
| Саткан, присілок           | 1                      | 0                      |